# Setina crassipuncta
Setina crassipuncta är en fjärilsart som beskrevs av Stanislaus Klemensiewicz 1913. Setina crassipuncta ingår i släktet Setina och familjen björnspinnare. Inga underarter finns listade i Catalogue of Life.